# La Dame de Fatima
Pour plus de détails, voir Fiche technique et Distribution.
La Dame de Fatima (La Señora de Fátima) est un film espagnol historique religieux sorti en 1951, réalisé par Rafael Gil.

## Synopsis
Trois jeunes bergers de la localité de Fátima sont l'objet d'une apparition mariale en 1917.

## Fiche technique
- Titre français : La Dame de Fatima[2]
- Titre original espagnol : La Señora de Fátima
- Réalisation : Rafael Gil
- Scénario : Rafael Gil
- Musique : Ernesto Halffter
- Production : Aspa Films
- Pays de production :  Espagne
- Genre : Historique, Religieux
- Durée : 90 minutes
- Année de sortie : 
  - Espagne : 1951
  - France : 16 avril 1952[2]

## Distribution
- Inés Orsini : Lucía Abóbora (Lucie dos Santos)
- Fernando Rey : Lorenzo Duarte
- Tito Junco (es) : Oliveira
- José María Lado (es) : Antonio Abóbora
- María Dulce : Jacinta (Jacinta Marto (en))
- Eugenio Domingo (es) : Francisco (Francisco Marto)
- Antonia Plana (es) : María Rosa
- Julia Caba Alba : Olimpia
- Félix Fernández : Marto
- Rafael Bardem : Padre Manuel
- Fernando Sancho : communiste
- Juan Espantaleón (ca) : gouverneur
- Mario Berriatúa (es) : Manuel
- Antonio Riquelme (es) : Carballo
- Milagros Leal (es)
- Erico Braga
- Camino Garrigó (es)
- Julia Delgado Caro
- Francisco Bernal
- Adriano Domínguez
- Ramón Elías
- Salvador Soler Marí
- Adela Carbone (es)
- Matilde Muñoz Sampedro (ca) : Andrea
- Concha López Silva
- Dolores Bremón
- María Rosa Salgado : Helena
- José Nieto : pélerin
- Pepito Maturana : enfant
- José María Prada
- Luis Pérez de León (es)
- Ángel Álvarez

## Récompenses
- Prix de la meilleure interprétation pour José Nieto (à propos de la musique) de la part du Círculo de Escritores Cinematográficos en 1951[3]